# Lista över bästsäljande Wii U-spel
Detta är en lista över Nintendo Wii U-spel som har sålt eller skeppat minst en miljon exemplar.

## Lista

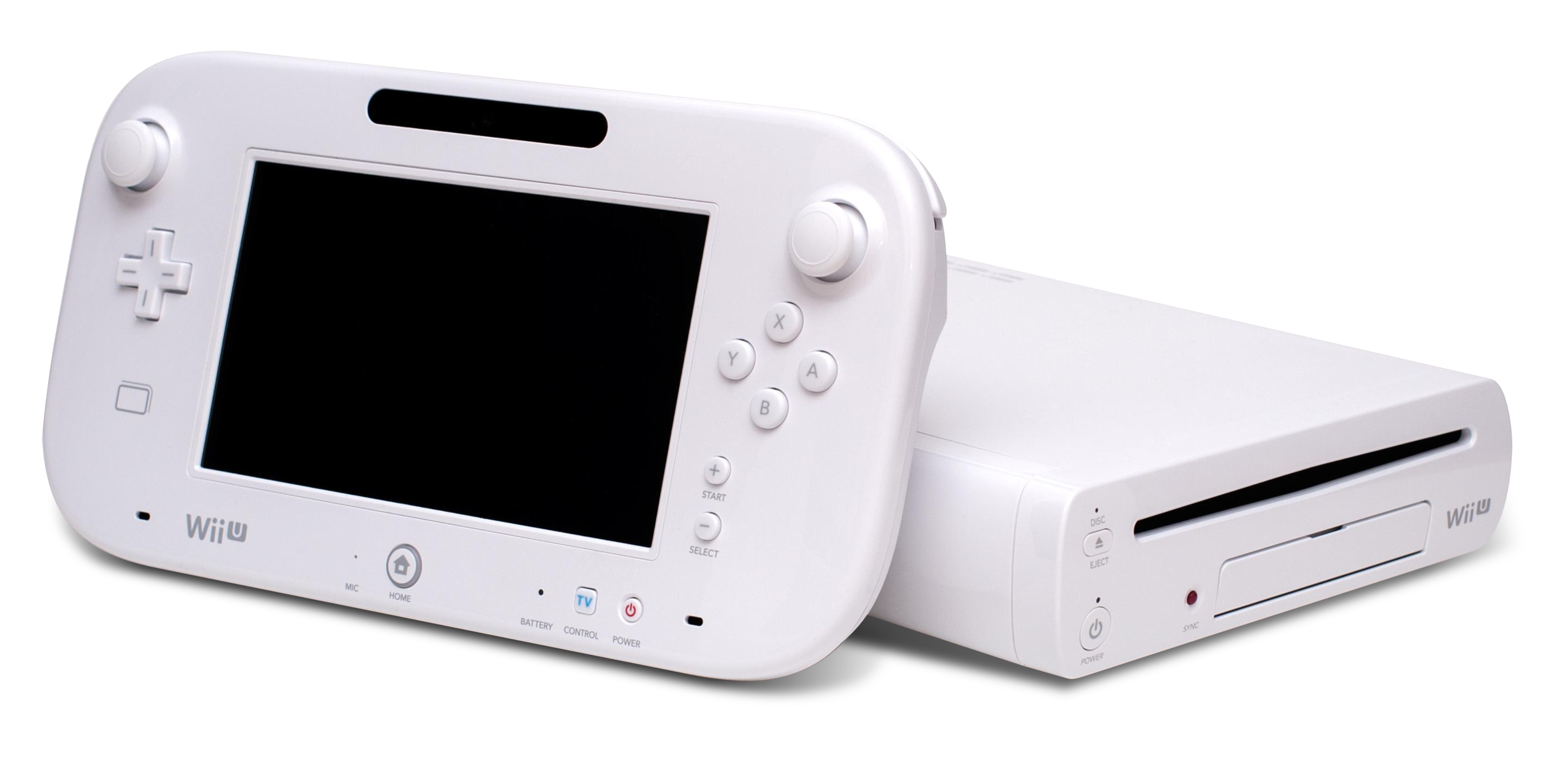
Wii U

| Titel                                     | Sålda exemplar | Försäljningsandelar                                   | Släppdatum                                                                                               | Genre                      | Utgivare                          |
| ----------------------------------------- | -------------- | ----------------------------------------------------- | --- | -------------------------- | --------------------------------- |
| Mario Kart 8                              | 8,46 miljoner  | 1,05 miljoner i Japan 4,07 miljoner i övriga regioner | JP: 29 maj 2014 AUS: 31 maj 2014 EU / NA: 30 maj 2014                                                    | Racingspel                 | Nintendo                          |
| Super Mario 3D World                      | 5,89 miljoner  | 0,66 miljoner i Japan 3,13 miljoner i övriga regioner | JP: 21 november 2013 NA: 22 november 2013 SA: 26 november 2013EU: 29 november 2013 AUS: 30 november 2013 | Plattformsspel             | Nintendo                          |
| New Super Mario Bros. U                   | 5,82 miljoner  | i.u.                                                  | NA: 18 november 2012 PAL: 30 november 2012 JP: 8 december 2012                                           | Plattformsspel             | Nintendo                          |
| Super Smash Bros. for Wii U               | 5,38 miljoner  | 0,64 miljoner i Japan 2,75 miljoner i övriga regioner | NA: 21 november 2014 EU: 28 november 2014 JP: 6 december 2014                                            | Fightingspel               | Nintendo                          |
| Nintendo Land                             | 5,21 miljoner  | i.u.                                                  | NA: 18 november 2012 PAL: 30 november 2012 JP: 8 december 2012                                           | Partyspel                  | Nintendo                          |
| Splatoon                                  | 4,95 miljoner  | 0,37 miljoner i Japan 0,72 miljoner i övriga regioner | JP: 28 maj 2015 AUS: 30 maj 2015 NA/EU: 29 maj 2015                                                      | Tredjepersonsskjutare      | Nintendo                          |
| Super Mario Maker                         | 4,02 miljoner  | i.u.                                                  | i.u. | i.u.                       | Nintendo                          |
| New Super Luigi U                         | 3,07 miljoner  | 0,14 miljoner i Japan 1,62 miljoner i övriga regioner | DLC ButikJP: 13 juli 2013 EU: 26 juli 2013 AUS: 27 juli 2013 NA: 25 augusti 2013                         | Plattformsspel             | Nintendo                          |
| The Legend of Zelda: The Wind Waker HD    | 2,37 miljoner  | i.u.                                                  | DigitalNA: 20 september 2013 ButikJP: 26 september 2013 AUS: 5 oktober 2013 EU / NA: 4 oktober 2013      | Actionäventyr              | Nintendo                          |
| Mario Party 10                            | 2,27 miljoner  | i.u.                                                  | i.u. | Partyspel                  | Nintendo                          |
| Donkey Kong Country: Tropical Freeze      | 2,02 miljoner  | i.u.                                                  | i.u. | Plattformsspel             | Nintendo                          |
| Wii Party U                               | 1,79 miljoner  | 0,81 miljoner i Japan 0,54 miljoner i övriga regioner | NA: 25 oktober 2013 EU: 25 oktober 2013 AU: 26 oktober 2013 JP: 31 oktober 2013                          | Partyspel                  | Nintendo                          |
| The Legend of Zelda: Breath of the Wild   | 1,70 miljoner  | i.u.                                                  | i.u. | Actionäventyr              | Nintendo                          |
| Yoshi's Woolly World                      | 1,57 miljoner  | i.u.                                                  | i.u. | Plattformsspel             | Nintendo                          |
| Captain Toad: Treasure Tracker            | 1,37 miljoner  | i.u.                                                  | i.u. | i.u.                       | Nintendo                          |
| Pikmin 3                                  | 1,28 miljoner  | i.u.                                                  | i.u. | i.u.                       | Nintendo                          |
| The Legend of Zelda: Twilight Princess HD | 1,17 miljoner  | i.u.                                                  | i.u. | Actionäventyr              | Nintendo                          |
| Lego City Undercover                      | 1,15 miljoner  | i.u.                                                  | i.u. | Actionäventyr              | Nintendo                          |
| Hyrule Warriors                           | 1 miljon       | i.u.                                                  | JP: 14 augusti 2014 NA: 26 september 2014 EU: 19 september 2014 AUS: 30 september 2014                   | Actionspel, hack and slash | JP: Koei Tecmo NA / PAL: Nintendo |
| Pokkén Tournament                         | 1 miljon       | i.u.                                                  | i.u. | Fightingspel               | i.u.                              |

Totalt antal Wii U-spel sålda fram till 28 januari 2015: 56,68 miljoner